# Križ, Trst
Križ (italijansko Santa Croce) je naselje na Tržaškem, nekoč povsem slovenska, sedaj pa zamejska vas, na strmem nabrežju kraške planote nad severno obalo Tržaškega zaliva v Italiji, z nekaj sto prebivalci. Naselje leži okoli 10 km severozahodno od Trsta, na nadmorski višini okoli 200 mnm, najbolj oddaljen predel občine od mestnega središča.

## Etimologija
Občno ime naselja Kríž je prevzeto prek starofurlanske besede »krō(d)že«, ta pa iz vulgarnolatinske »crōcem«, ki se je v rednem jezikovnem razvoju razvila iz lat. »crux«, v pomenu »križ« in je pogosta imenska osnova tudi v drugih slovanskih jezikih.

## Zemljepis
Nahaja se na kraški planoti, ob pokrajinski cesti št. 1, med Prosekom in Nabrežino, sedežem Občine Devin - Nabrežina, v neposrednji bližini Trsta.

## Zgodovina
Križ velja za najstarejšo slovensko ribiško vas. Tradicija slovenskega pomorstva in ribištva se je tod začela razvijati že v srednjem veku, ob obali Trsta, pa vse do izliva reke Timave. V starih listinah se naselje prvič omenja leta 1252 kot villa Crucis in 1309 kot Sante Crucis, svoj edinstven način lova na tune pa so najverjetneje uporabljali že prej.

## Spomeniki in znamenitosti

### Župnijska cerkev Povišanja sv. Križa(Chiesa parrocchiale dell'Invenzione della S. Croce)
Cerkev je bila zgrajena med 16. in 17. stoletjem, v 18. stoletju pa so jo razširili.

### Cerkev sv. Roka(Chiesa di S. Rocco)
Cerkvica iz 17. stoletja z zvonikom na preslico

### Župnijska cerkev sv. Kvirika in Julije(Chiesa parrocchiale dei S. Quirico e Giulitta)
Nedavno zgrajena cerkev v istoimenskem zaselku.

## Kultura
- Ribiški muzej tržaškega primorja

## Ekonomija
Križ je na področju obrti znan po predelavi usnja in kož.

## Šport
Lokalna nogometna ekipa je Športno društvo Vesna, ki igra v tretiji kategoriji.

## Prebivalstvo
Prebivalstvo Križa šteje 1450 oseb.
Po zadnjem avstrijskem popisu iz leta 1910 je bilo 85,8 % prebivalcev slovensko govorečih.

## Ledinska imena
- Skedanc

## Znani vaščani
- Evald Antončič - Stojan, mehanik in partizan
- Karlo Košuta (1932–2000), operni pevec, baritonist
- Miran Košuta (* 1960), literarni zgodovinar in glasbenik
- Miroslav Košuta (*1936), pesnik, Prešernov nagrajenec
- Albert Sirk (1887–1947), slikar marinist
- Viktor Sulčič (1895–1973), arhitekt